# Premier Division de la Liga de Irlanda 2020
La Premier Division de la Liga de Irlanda 2020 fue la 100.ª temporada de la Premier Division. La temporada comenzó el 14 de febrero y finalizó el 9 de noviembre. El Dundalk es el campeón defensor tras conquistar la temporada pasada su décimo cuarto título de liga de su historia.
La FAI detuvo la liga a comienzos de marzo, debido a la Pandemia de COVID-19 en Irlanda. El 20 de marzo la FAI, anuncio un plan de contingencia, con el fin de terminar la liga en una fecha posterior y con un número reducido de juegos. Finalmente la liga se reanudó el 31 de julio con los juegos reducidos a la mitad, en vez de 36 partidos por club, se redujo a 18 por club.
El 24 de octubre, el Shamrock Rovers se coronó campeón de la liga, esto tras la derrota del Bohemian, que era su máximo perseguidor.

## Sistema de competición
Los 10 equipos participantes jugaron entre sí todos contra todos cuatro veces totalizando 18 partidos cada uno. Al término de la jornada 18, el primer clasificado obtuvo un cupo para la primera ronda de la Liga de Campeones 2021-22, mientras que el segundo y tercer clasificado obtuvieron un cupo para la primera ronda de la  Liga de Conferencia Europa 2021-22. Por otro lado, el último clasificado descendió a la Primera División 2021, mientras que el penúltimo clasificado jugó el Play-off de relegación contra el ganador de la primera ronda de play-offs de la Primera División 2020, para determinar cual de los equipos jugará en la Premier Division 2021.
Un tercer cupo para la primera ronda de la Liga de Conferencia Europa 2021-22 será asignado al campeón de la Copa de Irlanda.

## Equipos participantes
| Club                  | Ciudad              | Estadio                   | Capacidad |
| --------------------- | ------------------- | ------------------------- | --------- |
| Bohemian              | Dublín              | Dalymount Park            | 7.000     |
| Cork City             | Cork                | Turners Cross             | 7.600     |
| Derry City            | Derry (I.N.)        | Brandywell                | 7.500     |
| Dundalk               | Dundalk             | Oriel Park                | 5.500     |
| Finn Harps            | Ballybofey          | Finn Park                 | 6.000     |
| St Patrick's Athletic | Dublín              | Richmond Park             | 5.340     |
| Shamrock Rovers       | Dublín              | Tallaght Stadium          | 8.600     |
| Shelbourne            | Dublín (Drumcondra) | Tolka Park                | 3.600     |
| Sligo Rovers          | Sligo               | The Showgrounds           | 5.500     |
| Waterford             | Waterford           | Waterford Regional Sports | 5.500     |

### Ascensos y descensos
| Pos. | de la Premier División 2019 |
| ---- | --------------------------- |
| 10.º | UCD                         |

| Pos. | de la Primera División de Irlanda 2019 |
| ---- | -------------------------------------- |
| 1.º  | Shelbourne                             |

## Tabla de posiciones
| Pos. | Equipo                 | Pts. | PJ | G  | E | P  | GF | GC | Dif. | Clasificación 2021–22                       |
| ---- | ---------------------- | ---- | -- | -- | - | -- | -- | -- | ---- | ------------------------------------------- |
| 1    | Shamrock Rovers (C)    | 48   | 18 | 15 | 3 | 0  | 44 | 7  | +37  | Primera ronda de la Liga de Campeones       |
| 2    | Bohemians              | 37   | 18 | 12 | 1 | 5  | 23 | 12 | +11  | Primera ronda de la Liga Europa Conferencia |
| 3    | Dundalk                | 26   | 18 | 7  | 5 | 6  | 25 | 23 | +2   | Primera ronda de la Liga Europa Conferencia |
| 4    | Sligo Rovers           | 25   | 18 | 8  | 1 | 9  | 19 | 23 | −4   | Primera ronda de la Liga Europa Conferencia |
| 5    | Waterford              | 24   | 18 | 7  | 3 | 8  | 17 | 22 | −5   |                                             |
| 6    | St. Patrick's Athletic | 21   | 18 | 5  | 6 | 7  | 14 | 17 | −3   |                                             |
| 7    | Derry City             | 20   | 18 | 5  | 5 | 8  | 18 | 18 | 0    |                                             |
| 8    | Finn Harps             | 20   | 18 | 5  | 5 | 8  | 15 | 24 | −9   |                                             |
| 9    | Shelbourne (D)         | 19   | 18 | 5  | 4 | 9  | 13 | 22 | −9   | Promoción por la permanencia                |
| 10   | Cork City (D)          | 11   | 18 | 2  | 5 | 11 | 10 | 30 | −20  | Descenso a FAI First Division 2021          |

Actualizado a los partidos jugados el 9 de noviembre de 2020.
 Fuente: Soccerway

## Resultados
| Local \ Visitante      | BOH | COR | DER | DUN | FIN | SHA | SHE | SLI | STP | WAT |
| ---------------------- | --- | --- | --- | --- | --- | --- | --- | --- | --- | --- |
| Bohemians              | —   | 3–0 | 2–1 | 2–1 | 0–2 | 0–1 | 2–0 | 2–0 | 2–0 | 0–2 |
| Cork City              | 0–1 | —   | 1–1 | 0–2 | 1–0 | 0–3 | 0–1 | 3–0 | 1–2 | 0–0 |
| Derry City             | 2–0 | 3–1 | —   | 1–2 | 1–1 | 1–2 | 2–0 | 0–2 | 0–0 | 2–0 |
| Dundalk                | 0–0 | 3–0 | 1–0 | —   | 0–0 | 0–4 | 3–2 | 0–2 | 1–1 | 2–2 |
| Finn Harps             | 0–1 | 1–1 | 0–0 | 0–4 | —   | 0–2 | 0–1 | 1–0 | 3–2 | 1–0 |
| Shamrock Rovers        | 1–0 | 6–0 | 2–0 | 3–2 | 3–1 | —   | 0–0 | 4–0 | 0–0 | 6–1 |
| Shelbourne             | 1–3 | 1–1 | 1–1 | 1–2 | 1–1 | 0–2 | —   | 1–0 | 1–0 | 0–1 |
| Sligo Rovers           | 0–1 | 2–1 | 1–0 | 3–1 | 3–1 | 2–3 | 2–1 | —   | 0–2 | 2–1 |
| St. Patrick's Athletic | 1–2 | 1–0 | 0–2 | 1–1 | 2–0 | 0–0 | 2–0 | 0–0 | —   | 0–1 |
| Waterford              | 0–2 | 0–0 | 2–1 | 1–0 | 2–3 | 0–2 | 0–1 | 1–0 | 3–0 | —   |

## Promoción por la permanencia
Fue jugado entre el, penúltimo de la liga contra el ganador del partido previo de la Primera División 2020.
| Equipo 1   | Resultado | Equipo 2      |
| ---------- | --------- | ------------- |
| Shelbourne | 0–1       | Longford Town |

## Máximos Goleadores
Fuente: Extratime
| Pos. | Jugador        | Club            | Goles |
| ---- | -------------- | --------------- | ----- |
| 1    | Patrick Hoban  | Dundalk         | 10    |
| 2    | Jack Byrne     | Shamrock Rovers | 9     |
| 3    | Graham Burke   | Shamrock Rovers | 8     |
| 3    | Andre Wright   | Bohemians       | 8     |
| 4    | Daniel Grant   | Bohemians       | 7     |
| 4    | Aaron Greene   | Shamrock Rovers | 7     |
| 5    | Ronan Coughlan | Sligo Rovers    | 6     |